# Farm (Album)
Farm ist das Debütalbum der gleichnamigen Rockband aus Illinois, USA. Es erschien 1971 und blieb das einzige Album der Gruppe.

## Hintergrund
Farm war eine Rockband aus dem Süden des Bundesstaates Illinois, die von 1969 bis 1973 existierte. Sie war aus der Schülerband Lost Times hervorgegangen, die seit 1966 Auftritte absolviert hatte. Farm bestand aus den Schulfreunden Gary Gordon (Fender Telecaster, Rickenbacker 330) und Jim Elwyn (E-Bass) aus Sparta, IL; Del Herbert (Leadgitarre, 12-seitige Gitarre), Roger Greenwalt (Orgel, Klavier) und Mike Young (Schlagzeug) aus Mt. Vernon sowie Steve Evanchik (Congas, Zimbel, Becken, Maultrommel) aus Christopher, IL. Zu ihren Einflüssen zählten sie Bluesgrößen wie John Lee Hooker, Muddy Waters, Taj Mahal und Albert King, aber auch Rockformationen wie The Who, The Beatles, The Jimi Hendrix Experience, Pink Floyd, Santana sowie Ry Cooder. Die Bandmitglieder waren während der Aufnahme der Schallplatte im Frühsommer 1971 zwischen 18 und 22 Jahre alt. Laut eigener Aussage bestand ihr gesamtes Repertoire aus 40 bis 50 Eigenkompositionen, die übrigen Aufnahmen wurden jedoch später durch ein Feuer komplett zerstört. Farm lösten sich 1973 auf.
Das italienische Musiklabel Akarma Records brachte im Jahr 2000 eine unautorisierte Veröffentlichung des Albums heraus. Das Bootleg erschien als 10″-Schallplatte mit der Katalognummer AK2012. Seit 2022 gibt es eine durch Gary Gordon autorisierte und von Thomas Hartlage remasterte Veröffentlichung des Albums auf CD.

## Musik

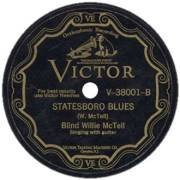
Statesboro Blues (1929)

Jungle Song, das fast acht Minuten lange Auftaktstück des Albums, erinnert an die Musik von Quicksilver Messenger Service, die durch ausufernde Gitarrenduelle ihrer Mitglieder John Cipollina und Gary Duncan gekennzeichnet war. Das zweite Musikstück Let That Boy Boogie ist musikalisch von Canned Heat und textlich durch Boogie Chillen’ von John Lee Hooker inspiriert. Sunshine in My Window orientierte sich an Vorbildern wie den Allman Brothers und Quicksilver Messenger Service. Statesboro Blues, die einzige Fremdkomposition auf dem Album, ist ein Blues von Blind Willie McTell, die hier stark an die Interpretation von Taj Mahal angelehnt ist.

## Titelliste
Alle Kompositionen bis auf das Bluescover Statesboro Blues stammen von der Band. Das Coverfoto in Sepia zeigt eine Farmerfamilie vor ihrem Farmhaus in Randolph County, Illinois, das Verwandten des Managers George Leemon gehörte.

### Seite A
1. Jungle Song – 7:49
2. Let That Boy Boogie – 8:15

### Seite B
1. Sunshine in My Window – 3:59
2. Cottonfield Woman – 4:03
3. Statesboro Blues (Blind Willie McTell) – 4:24

## Mitwirkende
- Jerry Milam: Toningenieur
- George Leemon: Manager & „spiritueller Führer“

## Veröffentlichungen
- Farm. Remastering bei Thomas Hartlage. 3 Chord Records 2022.
- Farm. Shadoks Music 2013.
- Farm. Akarma Records, Italien 2000 (AK2012).
- Farm. Crusade Enterprises 1971.